# Theizé
Theizé és un municipi francès situat al departament del Roine i a la regió d'Alvèrnia-Roine-Alps. L'any 2007 tenia 1.043 habitants.

## Demografia

### Població
El 2007 la població de fet de Theizé era de 1.043 persones. Hi havia 412 famílies de les quals 96 eren unipersonals (40 homes vivint sols i 56 dones vivint soles), 136 parelles sense fills, 148 parelles amb fills i 32 famílies monoparentals amb fills.
La població ha evolucionat segons el següent gràfic:
Habitants censats

### Habitatges
El 2007 hi havia 492 habitatges, 418 eren l'habitatge principal de la família, 47 eren segones residències i 27 estaven desocupats. 453 eren cases i 38 eren apartaments. Dels 418 habitatges principals, 326 estaven ocupats pels seus propietaris, 74 estaven llogats i ocupats pels llogaters i 18 estaven cedits a títol gratuït; 1 tenia una cambra, 15 en tenien dues, 35 en tenien tres, 94 en tenien quatre i 273 en tenien cinc o més. 333 habitatges disposaven pel capbaix d'una plaça de pàrquing. A 175 habitatges hi havia un automòbil i a 225 n'hi havia dos o més.

### Piràmide de població
La piràmide de població per edats i sexe el 2009 era:
| Homes | Edats   | Dones |
| ----- | ------- | ----- |
| 0     | 95 o +  | 0     |
| 16    | 90 a 94 | 4     |
| 4     | 85 a 89 | 12    |
| 4     | 80 a 84 | 16    |
| 24    | 75 a 79 | 16    |
| 8     | 70 a 74 | 12    |
| 20    | 65 a 69 | 36    |
| 8     | 60 a 64 | 16    |
| 20    | 55 a 59 | 20    |
| 48    | 50 a 54 | 44    |
| 36    | 45 a 49 | 32    |
| 40    | 40 a 44 | 40    |
| 36    | 35 a 39 | 64    |
| 16    | 30 a 34 | 12    |
| 24    | 25 a 29 | 28    |
| 8     | 20 a 24 | 16    |
| 52    | 15 a 19 | 24    |
| 48    | 10 a 14 | 52    |
| 44    | 5 a 9   | 44    |
| 28    | 0 a 4   | 20    |

## Economia
El 2007 la població en edat de treballar era de 655 persones, 476 eren actives i 179 eren inactives. De les 476 persones actives 444 estaven ocupades (234 homes i 210 dones) i 32 estaven aturades (14 homes i 18 dones). De les 179 persones inactives 75 estaven jubilades, 63 estaven estudiant i 41 estaven classificades com a «altres inactius».

### Ingressos
El 2009 a Theizé hi havia 433 unitats fiscals que integraven 1.114 persones, la mediana anual d'ingressos fiscals per persona era de 21.867 €.

### Activitats econòmiques
Dels 65 establiments que hi havia el 2007, 1 era d'una empresa extractiva, 2 d'empreses alimentàries, 1 d'una empresa de fabricació de material elèctric, 1 d'una empresa de fabricació d'elements pel transport, 7 d'empreses de fabricació d'altres productes industrials, 13 d'empreses de construcció, 13 d'empreses de comerç i reparació d'automòbils, 2 d'empreses de transport, 3 d'empreses d'hostatgeria i restauració, 1 d'una empresa d'informació i comunicació, 2 d'empreses financeres, 2 d'empreses immobiliàries, 13 d'empreses de serveis, 2 d'entitats de l'administració pública i 2 d'empreses classificades com a «altres activitats de serveis».
Dels 13 establiments de servei als particulars que hi havia el 2009, 1 era una oficina de correu, 2 tallers de reparació d'automòbils i de material agrícola, 2 paletes, 2 guixaires pintors, 3 fusteries, 2 electricistes i 1 perruqueria.
Dels 3 establiments comercials que hi havia el 2009, 1 era una fleca, 1 una carnisseria i 1 una botiga de mobles.
L'any 2000 a Theizé hi havia 52 explotacions agrícoles que ocupaven un total de 546 hectàrees.

## Equipaments sanitaris i escolars
El 2009 hi havia una escola elemental.

## Poblacions més properes
El següent diagrama mostra les poblacions més properes.